# إيمي ألكوت
إيمي ألكوت (بالإنجليزية: Amy Alcott)‏ هي لاعبة غولف أمريكية، ولدت في 22 فبراير 1956 في كانساس سيتي في الولايات المتحدة.

## وصلات خارجية
- إيمي ألكوت على موقع رابطة لاعبات الغولف المحترفات (الإنجليزية)
- إيمي ألكوت على موقع إن إن دي بي (الإنجليزية)